# Tahoera'a Huiraatira
Amuitahiraʻa o te Nunaʻa Maohi (Reunión del Pueblo Maohi) es un partido político conservador y autonomista de la Polinesia Francesa.
Fue fundado el 6 de mayo de 1977 por iniciativa del político conservador Gaston Flosse y desde entonces ha ido creciendo hasta convertirse hoy en día en uno de los dos principales partidos de la Polinesia Francesa. Una muestra de la fuerte presencia de este partido en las instituciones políticas del territorio es el hecho que son miembros de Tahoera'a Huiraatira tanto los tres representantes polinesios en el Parlamento francés, como el actual presidente de la Polinesia Francesa, Gaston Tong Sang, así como el alcalde de Papeete, Michel Buillard.

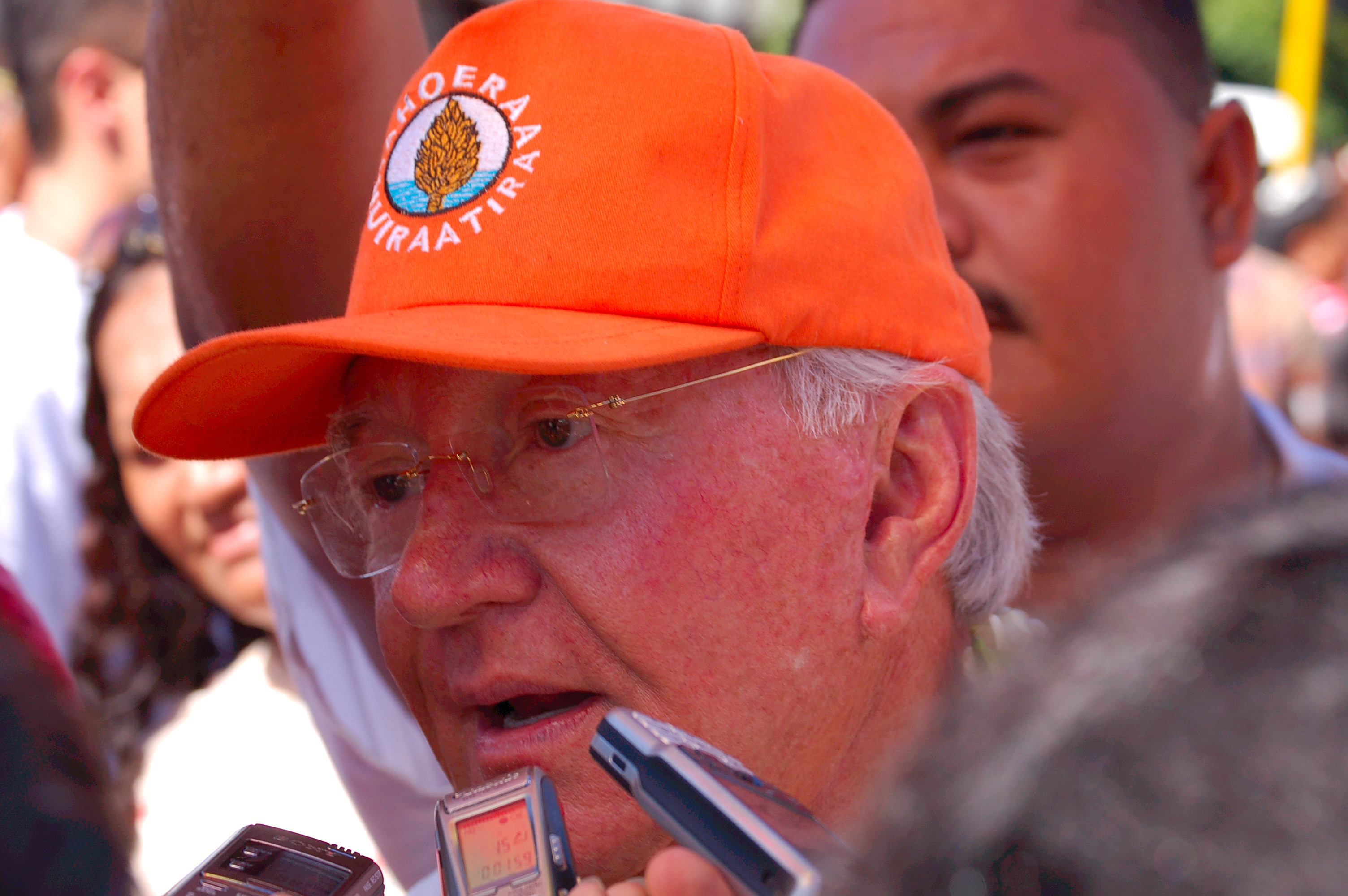
Gaston Flosse, fundador y presidente del Tahoera'a.

Tanto el senador del territorio, el fundador del partido Gaston Flosse, con los dos diputados de Tahoera'a Huiraatira que representan a la Polinesia Francesa en la Asamblea Nacional, forman parte de los grupos parlamentarios de la UMP en sus respectivas cámaras.
En las elecciones legislativas del 23 de mayo de 2004, y por las elecciones de 13 de febrero de 2005, el partido ganó 27 de los 57 escaños.
Parte Tong Sang fue el candidato presidencial en las elecciones de marzo de 2005, era la meta de Oscar Temaru derrotado por 29 votos contra 26. El 26 de diciembre de 2006, fue elegido Presidente Tong Sang de la Polinesia Francesa. Cayó a una moción de censura el 31 de agosto de 2007, y Temaru elegido fue nuevamente el 14 de septiembre de 2007. Tong Sang de la historia luego se dividió para formar el nuevo partido de fundar un partido a Tatou Llamado O Porinetia Ai'a.
El partido está respaldado por los colonos franceses, quienes son mayoría en la Polinesia Francesa.